# فولكر وينكلر
فولكر وينكلر (بالألمانية: Volker Winkler)‏، ولد سنة 1957  م في مرسيبورغ، وهو دراج من ألمانيا ( ألمانيا الشرقية). شارك في سباق الدراجات الهوائية في الألعاب الأولمبية الصيفية 1980 - سباق المطاردة الفرقية ‏.

## جوائز
حصل على جوائز منها:

وسام الاستحقاق الوطني الذهبي

## روابط خارجية
- فولكر وينكلر على موقع أرشيف الدراجات (الإنجليزية)
- فولكر وينكلر على موقع CycleBase (الإنجليزية)
- فولكر وينكلر على موقع أوليمبيديا (الإنجليزية)